# Les Choses arrivées et qui sont dignes de remarques en l'année 1693

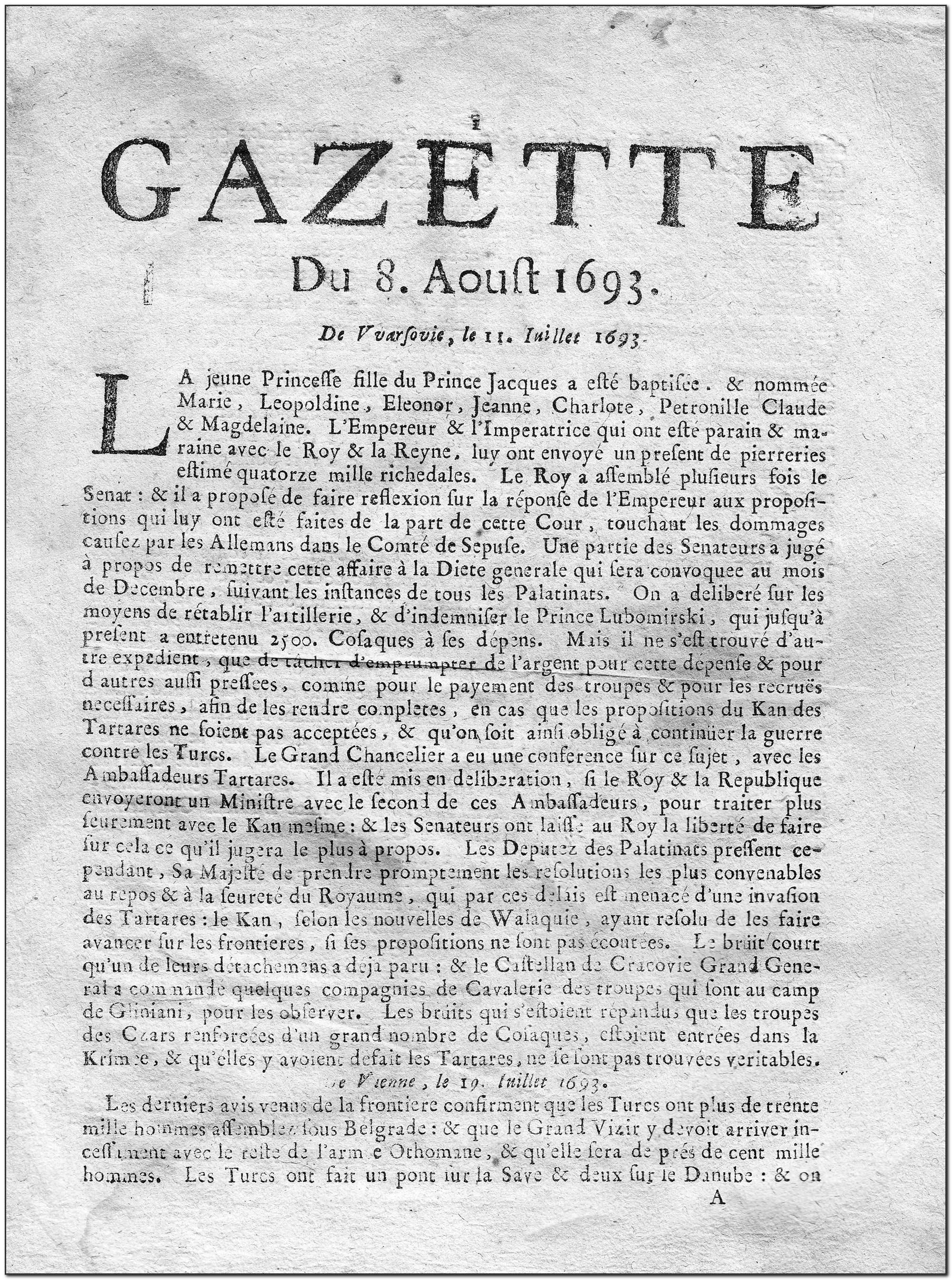
Gazette de France du 3 août 1693.

En 1694, Mathieu Bigot, curé de La Croixille (actuellement département de la Mayenne), décide de porter sur le registre paroissial des baptêmes, mariages et sépultures : « Les Choses arrivées et qui sont dignes de remarques en l'année 1693 ». Il raconte sur cinq pages les événements qui lui paraissent importants : les cours des monnaies, la guerre de la ligue des Augsbourg, le passage des troupes, les épidémies et la disette. 

## Contexte
La France, seule, face à toutes les autres puissances européennes est en guerre. L'attitude du roi, Louis XIV qui, après le traité de Nimègue signé le 10 août 1678, charge ses cours souveraines de Metz, Besançon et d'Alsace, de statuer sur ses prétentions territoriales. Et ces dernières instituent, à cet effet, des « chambres de réunion » qui décident, bien entendu, en faveur de leur roi et lui adjugent de vastes domaines : Deux-Ponts, Sarrebruck et la principauté de Montbéliard. Les autres puissances n'admettent pas ces conquêtes en temps de paix. À ces motifs de tensions, il faut ajouter la révocation de l'édit de Nantes en 1685 qui interdit aux protestants de pratiquer leur religion. Tous les protestants d'Europe sont mécontents. C'est à cette époque que Guillaume III d'Angleterre rejoint les ennemis de la France.

## Commentaires
Les trois fléaux de l'époque étaient ceux de l'Apocalypse de Jean : la peste, la guerre, et la famine. « A fame, peste et bello, libera nos domine » dit une prière commune depuis le XIVe siècle, inscrite plus tard dans la litanie des saints anges.
Dieppe était un port de guerre réduit à ses anciennes fortifications. Saint-Malo, grand port de guerre avait ses forts détachés et même, jusqu'en 1695, un amiral. Pour les bombardements des ports, on utilisait alors de lourds bâtiments construits en bois et en maçonnerie appelés galiotes à bombes.